# Gare de Vestfossen
La gare de Vestfossen se situe dans la commune de Øvre Eiker et à 75,79 km d'Oslo. La gare fut mise en service en 1871 lorsque la ligne de Randsfjord (Hokksund – Kongsberg) fut prête. 